# Begonia tacana
Pour les articles homonymes, voir Bégonia et Tacana.
Espèce
Begonia tacana est une espèce de plantes de la famille des Begoniaceae.
Elle a été décrite en 1971 par Rudolf Christian Ziesenhenne (1911-2005).